# Умама бинт Зайнаб
Умама бинт Аби аль-Аш ибн ар-Раби (араб. أُمَامَة بِنْت أَبِي ٱلْعَاص ابْن ٱلرَّبِيْع‎; Мекка — 686, Джидда, Мекка) — внучка исламского пророка Мухаммеда и Хадиджи через их дочь Зайнаб, и поэтому также известна как Умама бинт Зайнаб (араб. أُمَامَة بِنْت زَیْنَب‎). Мухаммед был её дедушкой по материнской линии, и поэтому она является членом его Ахль аль-Байт. Она также причислена к сподвижникам Пророка.

## Биография
Она была дочерью Абу аль-Аса ибн ар-Раби, который был племянником Хадиджи и женился на своей двоюродной сестре — старшей дочери Мухаммеда и Хадиджи Зайнаб:27–28, 163–164:13, 162. У неё был один брат, Али:13. Её тётями по материнской линии были дочери Мухаммеда Рукайя, Умм Кульсум и Фатима.
Когда Умама была маленьким ребёнком, Мухаммед носил её на плече, пока молился. Он опускал её, чтобы поклониться, а затем снова поднимал, когда вставал:27, 163. Мухаммед однажды пообещал подарить ожерелье из оникса «той, которую я люблю больше всего». Его жёны ожидали, что он подарит его Аише, но он подарил его Умаме. В другой раз он подарил ей золотое кольцо, которое пришло от императора Абиссинии:27–28,163–164.
Её тётя Фатима на смертном одре попросила своего мужа Али жениться на её племяннице Умаме, потому что Умама испытывала сильную привязанность и любовь к детям Фатимы Хасану, Умм Кульсум, Зайнаб и особенно Хусейну. В 632 году после смерти Фатимы Умама вышла замуж за Али:164:13, 162. У них было двое сыновей, Хилал (также известный как Мухаммад аль-Аусат или Мухаммад Средний):12 и Аун, оба из которых умерли в Иране, причём последний был убит в битве против Кайса ибн Мурры (правителя Хорасана), а первый умер естественной смертью. Считалось, что у Хилала был сын по имени Абу Хашим Абдулла ибн Мухаммад, но его судьба неизвестна.
В 661 году Али был убит мученической смертью, и Муавия I сделал предложение Умаме. Она посоветовалась с аль-Мугирой ибн Науфалем ибн аль-Харисом по этому поводу. Он сказал, что она не должна выходить замуж за «сына пожирателя печени (Хинда бинт Утбу)» и предложил решить эту проблему за неё. Когда она согласилась, он сказал: «Я сам женюсь на тебе»:28. Этот брак произвёл на свет одного сына, Яхью. Неизвестно, были ли у него потомки после этого. Умама сопровождала аль-Мугиру в изгнание в ас-Сафри. Она умерла там около  680 года, но также есть источники, что она умерла в 670 году (50 год по хиджре).